# Táncsics - Parti de gauche radicale
 (juillet 2020).
Si vous disposez d'ouvrages ou d'articles de référence ou si vous connaissez des sites web de qualité traitant du thème abordé ici, merci de compléter l'article en donnant les références utiles à sa vérifiabilité et en les liant à la section « Notes et références ».
Táncsics - Parti de gauche radicale (hongrois : Táncsics - Radikális Balpárt Táncsics) est un parti politique hongrois de gauche, dirigé par Koppány Pázmán. Sa fondation en 2014 s'inscrit dans un long processus de dissidence vis-à-vis du Parti socialiste hongrois (MSzP), fondée sur une volonté de réaffirmation des valeurs traditionnelles de la gauche européenne : solidarité, égalité, justice sociale. 